# I liga urugwajska w piłce nożnej (1965)
- Mistrz Urugwaju 1965: CA Peñarol
- Wicemistrz Urugwaju 1965: Club Nacional de Football
- Copa Libertadores 1966: CA Peñarol, Club Nacional de Football
- Spadek do drugiej ligi: Colón Fútbol Club
- Awans z drugiej ligi: Defensor Sporting

Mistrzostwa Urugwaju w roku 1965 były mistrzostwami rozgrywanymi według systemu, w którym wszystkie kluby rozgrywały ze sobą mecze każdy z każdym u siebie i na wyjeździe, a o tytule mistrza i dalszej kolejności decydowała końcowa tabela.

## Primera División

### Kolejka 1
| Mecz                                           |
| ---------------------------------------------- |
| Club Nacional de Football – CA Cerro 2:1       |
| Fénix Montevideo – Danubio FC 3:0              |
| Racing Montevideo – Montevideo Wanderers 2:0   |
| Colón Fútbol Club – Sud América Montevideo 1:0 |
| CA Peñarol – Rampla Juniors 1:0                |

### Kolejka 2
| Mecz                                             |
| ------------------------------------------------ |
| CA Peñarol – Danubio FC 2:1                      |
| Fénix Montevideo – Club Nacional de Football 1:1 |
| Montevideo Wanderers – Colón Fútbol Club 2:1     |
| Rampla Juniors – Sud América Montevideo 3:2      |
| CA Cerro – Racing Montevideo 4:0                 |

### Kolejka 3
| Mecz                                                 |
| ---------------------------------------------------- |
| Club Nacional de Football – Montevideo Wanderers 1:0 |
| CA Peñarol – Racing Montevideo 4:1                   |
| Sud América Montevideo – Fénix Montevideo 2:1        |
| Colón Fútbol Club – Danubio FC 3:0                   |
| CA Cerro – Rampla Juniors 2:2                        |

### Kolejka 4
| Mecz                                                   |
| ------------------------------------------------------ |
| CA Peñarol – Colón Fútbol Club 5:1                     |
| Danubio FC – CA Cerro 0:0                              |
| Racing Montevideo – Rampla Juniors 2:2                 |
| Fénix Montevideo – Montevideo Wanderers 3:0            |
| Sud América Montevideo – Club Nacional de Football 2:0 |

### Kolejka 5
| Mecz                                              |
| ------------------------------------------------- |
| CA Peñarol – Montevideo Wanderers 3:0             |
| Rampla Juniors – Fénix Montevideo 2:0             |
| CA Cerro – Colón Fútbol Club 2:1                  |
| Danubio FC – Sud América Montevideo 4:1           |
| Club Nacional de Football – Racing Montevideo 2:1 |

### Kolejka 6
| Mecz                                              |
| ------------------------------------------------- |
| CA Peñarol – Sud América Montevideo 4:2           |
| Club Nacional de Football – Colón Fútbol Club 1:0 |
| CA Cerro – Montevideo Wanderers 3:2               |
| Racing Montevideo – Fénix Montevideo 2:1          |
| Danubio FC – Rampla Juniors 1:1                   |

### Kolejka 7
| Mecz                                              |
| ------------------------------------------------- |
| Club Nacional de Football – Rampla Juniors 4:1    |
| CA Peñarol – CA Cerro 1:0                         |
| Racing Montevideo – Danubio FC 1:1                |
| Colón Fútbol Club – Fénix Montevideo 0:0          |
| Sud América Montevideo – Montevideo Wanderers 2:1 |

### Kolejka 8
| Mecz                                           |
| ---------------------------------------------- |
| CA Peñarol – Club Nacional de Football 1:1     |
| Racing Montevideo – Sud América Montevideo 2:0 |
| Danubio FC – Montevideo Wanderers 3:0          |
| Rampla Juniors – Colón Fútbol Club 1:1         |
| CA Cerro – Fénix Montevideo 1:0                |

### Kolejka 9
| Mecz                                       |
| ------------------------------------------ |
| CA Peñarol – Fénix Montevideo 2:1          |
| Club Nacional de Football – Danubio FC 3:0 |
| Rampla Juniors – Montevideo Wanderers 3:1  |
| Racing Montevideo – Colón Fútbol Club 2:0  |
| CA Cerro – Sud América Montevideo 2:0      |

### Kolejka 10
| Mecz                                           |
| ---------------------------------------------- |
| Club Nacional de Football – CA Cerro 1:1       |
| Fénix Montevideo – Danubio FC 1:0              |
| Racing Montevideo – Montevideo Wanderers 2:0   |
| Sud América Montevideo – Colón Fútbol Club 3:0 |
| CA Peñarol – Rampla Juniors 1:0                |

### Kolejka 11
| Mecz                                             |
| ------------------------------------------------ |
| CA Peñarol – Danubio FC 4:2                      |
| Club Nacional de Football – Fénix Montevideo 4:1 |
| Montevideo Wanderers – Colón Fútbol Club 1:1     |
| Rampla Juniors – Sud América Montevideo 1:1      |
| CA Cerro – Racing Montevideo 2:1                 |

### Kolejka 12
| Mecz                                                 |
| ---------------------------------------------------- |
| Club Nacional de Football – Montevideo Wanderers 2:1 |
| CA Peñarol – Racing Montevideo 1:0                   |
| Fénix Montevideo – Sud América Montevideo 1:0        |
| Danubio FC – Colón Fútbol Club 4:1                   |
| CA Cerro – Rampla Juniors 1:0                        |

### Kolejka 13
| Mecz                                                   |
| ------------------------------------------------------ |
| CA Peñarol – Colón Fútbol Club 3:1                     |
| CA Cerro – Danubio FC 2:1                              |
| Racing Montevideo – Rampla Juniors 1:1                 |
| Fénix Montevideo – Montevideo Wanderers 2:2            |
| Club Nacional de Football – Sud América Montevideo 2:0 |

### Kolejka 14
| Mecz                                              |
| ------------------------------------------------- |
| CA Peñarol – Montevideo Wanderers 3:1             |
| Fénix Montevideo – Rampla Juniors 1:0             |
| CA Cerro – Colón Fútbol Club 4:2                  |
| Danubio FC – Sud América Montevideo 2:2           |
| Club Nacional de Football – Racing Montevideo 4:1 |

### Kolejka 15
| Mecz                                              |
| ------------------------------------------------- |
| CA Peñarol – Sud América Montevideo 4:2           |
| Club Nacional de Football – Colón Fútbol Club 4:0 |
| CA Cerro – Montevideo Wanderers 2:1               |
| Racing Montevideo – Fénix Montevideo 3:1          |
| Danubio FC – Rampla Juniors 1:1                   |

### Kolejka 16
| Mecz                                              |
| ------------------------------------------------- |
| Rampla Juniors – Club Nacional de Football 1:0    |
| CA Peñarol – CA Cerro 3:2                         |
| Danubio FC – Racing Montevideo 3:1                |
| Fénix Montevideo – Colón Fútbol Club 4:0          |
| Sud América Montevideo – Montevideo Wanderers 1:1 |

### Kolejka 17
| Mecz                                           |
| ---------------------------------------------- |
| CA Peñarol – Club Nacional de Football 1:1     |
| Racing Montevideo – Sud América Montevideo 3:2 |
| Danubio FC – Montevideo Wanderers 2:1          |
| Rampla Juniors – Colón Fútbol Club 2:0         |
| CA Cerro – Fénix Montevideo 0:0                |

### Kolejka 18
| Mecz                                       |
| ------------------------------------------ |
| Fénix Montevideo – CA Peñarol 1:0          |
| Danubio FC – Club Nacional de Football 1:0 |
| Montevideo Wanderers – Rampla Juniors 2:0  |
| Racing Montevideo – Colón Fútbol Club 2:1  |
| CA Cerro – Sud América Montevideo 2:1      |

### Końcowa tabela sezonu 1965
| Poz | Klub                      | Mecze | Zw | Rem | Por | Pkt | BrZd | BrStr |
| --- | ------------------------- | ----- | -- | --- | --- | --- | ---- | ----- |
| 1   | CA Peñarol                | 18    | 15 | 2   | 1   | 32  | 43   | 17    |
| 2   | Club Nacional de Football | 18    | 12 | 3   | 3   | 27  | 33   | 14    |
| 3   | CA Cerro                  | 18    | 11 | 3   | 4   | 25  | 31   | 18    |
| 4   | Racing Montevideo         | 18    | 8  | 3   | 7   | 19  | 27   | 29    |
| 5   | Fénix Montevideo          | 18    | 7  | 4   | 7   | 18  | 22   | 19    |
| 6   | Rampla Juniors            | 18    | 5  | 7   | 6   | 17  | 21   | 22    |
| 7   | Danubio FC                | 18    | 6  | 5   | 7   | 17  | 26   | 27    |
| 8   | Sud América Montevideo    | 18    | 4  | 3   | 11  | 11  | 23   | 34    |
| 9   | Montevideo Wanderers      | 18    | 2  | 3   | 13  | 7   | 16   | 36    |
| 10  | Colón Fútbol Club         | 18    | 2  | 3   | 13  | 7   | 14   | 40    |

### Klasyfikacja strzelców bramek
| Gole | Piłkarz     | Klub       |
| ---- | ----------- | ---------- |
| 15   | Pedro Rocha | CA Peñarol |